# 西村寿行
西村寿行（1930年11月3日—2007年8月23日），日本现代小说家。
西村生于日本香川县高松市早期主要创作动物小说，1969年以《犬鹫》一书成名。1973年创作首部长篇小说《濑户内杀人海流》后创作了大量社会派与硬汉派的推理小说、冒险小说以及恐怖小说，与同时期的人气作家半村良、森村诚一并称为“三村”。其著名作品有：
- 《涉过愤怒的河》后改编为电影《追捕》
- 《黄金犬》后改编为电视剧《犬笛》
- 《蒼茫的大地之毀滅》
- 《濑户内杀人海流》

等等諸多，但西村的许多作品中充斥着暴力和色情描写，因此也颇受争议。